# Hexatylus dipapillatus
Hexatylus dipapillatus är en rundmaskart. Hexatylus dipapillatus ingår i släktet Hexatylus och familjen Neotylenchidae. Inga underarter finns listade i Catalogue of Life.